# UFC 166
UFC 166: Velasquez vs. Dos Santos 3 è stato un evento di arti marziali miste tenuto dalla Ultimate Fighting Championship il 19 ottobre 2013 al Toyota Center di Houston, Stati Uniti.

## Retroscena
L'incontro tra Jessica Eye e Sarah Kaufman terminò con la vittoria di Eye per decisione non unanime dei giudici di gara con i punteggi 29-28, 28-29 e 29-28, ma successivamente la commissione atletica del Texas cambiò il risultato in "No Decision" in quanto Eye risultò positiva all'utilizzo di marijuana.

## Risultati
|                                                   | Divisione                  |                    |                 |                     | Metodo                                      | Round           | Tempo           | Premio          |
| Card principale                                   | Card principale            | Card principale    | Card principale | Card principale     | Card principale                             | Card principale | Card principale | Card principale |
| ------------------------------------------------- | -------------------------- | ------------------ | --------------- | ------------------- | ------------------------------------------- | --------------- | --------------- | --------------- |
| Sfida valida per il titolo di campione indiscusso | Pesi Massimi               | Cain Velasquez (c) | batte           | Junior dos Santos   | KO Tecnico (pugni)                          | 5               | 3:09            |                 |
|                                                   | Pesi Massimi               | Daniel Cormier     | batte           | Roy Nelson          | Decisione unanime (30-27, 30-27, 30-27)     | 3               | 5:00            |                 |
|                                                   | Pesi Leggeri               | Gilbert Melendez   | batte           | Diego Sanchez       | Decisione unanime (29-28, 30-27, 29-28)     | 3               | 5:00            | FOTN            |
|                                                   | Pesi Massimi               | Gabriel Gonzaga    | batte           | Shawn Jordan        | KO Tecnico (pugni)                          | 1               | 1:33            |                 |
|                                                   | Pesi Mosca                 | John Dodson        | batte           | Darrell Montague    | KO (pugno)                                  | 1               | 4:13            | KOTN            |
| Card preliminare                                  |                            |                    |                 |                     |                                             |                 |                 |                 |
|                                                   | Pesi Medi                  | Tim Boetsch        | batte           | CB Dollaway         | Decisione non unanime (30-26, 27-29, 30-26) | 3               | 5:00            |                 |
|                                                   | Pesi Welter                | Hector Lombard     | batte           | Nate Marquardt      | KO (pugni)                                  | 1               | 1:48            |                 |
| [ N 1 ]                                           | Pesi Gallo Femmine         | Jessica Eye        | ND              | Sarah Kaufman       | No Decision (marijuana)                     | 3               | 5:00            |                 |
|                                                   | Pesi Leggeri               | K.J. Noons         | batte           | George Sotiropoulos | Decisione unanime (29-28, 29-28, 30-27)     | 3               | 5:00            |                 |
|                                                   | Pesi Welter                | Adlan Amagov       | batte           | TJ Waldburger       | KO (pugni)                                  | 1               | 3:00            |                 |
|                                                   | Pesi Leggeri               | Tony Ferguson      | batte           | Mike Rio            | Sottomissione (d'arce choke)                | 1               | 1:52            | SOTN            |
|                                                   | Catchweight (148,5 libbre) | Andre Fili         | batte           | Jeremy Larsen       | KO Tecnico (pugni)                          | 2               | 0:53            |                 |
|                                                   | Pesi Gallo                 | Kyoji Horiguchi    | batte           | Dustin Pague        | KO Tecnico (pugni)                          | 2               | 3:51            |                 |

1. ↑  Inizialmente vittoria di Eye per decisione non unanime (29-28, 28-29, 29-28), poi cambiata in No Decision dalla commissione del Texas in quanto Jessica Eye risultò positiva all'utilizzo di marijuana

## Premi
I lottatori premiati ricevettero un bonus di 60.000 dollari.
Legenda:
- FOTN: Fight of the Night (vengono premiati entrambi gli atleti per il miglior incontro dell'evento)
- KOTN: Knockout of the Night (viene premiato il vincitore per la migliore vittoria tramite KO dell'evento)
- SOTN: Submission of the Night (viene premiato il vincitore per la migliore vittoria tramite sottomissione dell'evento)

## Incontri annullati
|  | Divisione  |                  |        |                  | Motivo                                             |
|  | ---------- | ---------------- | ------ | ---------------- | -------------------------------------------------- |
|  | Pesi Gallo | George Roop      | contro | Francisco Rivera | Posticipato a UFC: Fight for the Troops 3          |
|  | Pesi Piuma | Jeremy Larsen    | contro | Matt Grice       | Grice fu coinvolto in un incidente automobilistico |
|  | Pesi Piuma | Charles Oliveira | contro | Estevan Payan    | Payan infortunato                                  |
|  | Pesi Piuma | Jeremy Larsen    | contro | Charles Oliveira | Oliveira infortunato                               |
|  | Pesi Medi  | Tim Boetsch      | contro | Luke Rockhold    | Rockhold infortunato                               |